# Tượng đài Độc lập Phnôm Pênh

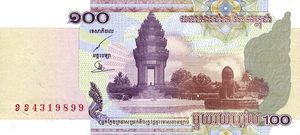
Hình Đài Độc lập trên tờ tiền giấy 100 riel

Tượng đài Độc lập là đài kỷ niệm ở thủ đô Phnôm Pênh. Công trình khởi công năm 1958 và khánh thành ngày 9 tháng 11 năm 1962, kỷ niệm 9 năm độc lập của Campuchia từ tay người Pháp. Đài độc lập được xem là điểm tham quan thu hút đông du khách khi họ đến Phnom Penh.

## Hình dạng
Công trình này là tác phẩm của kiến trúc sư Campuchia Vann Molyvann, sử dụng hầu như tất cả các mô típ truyền thống trong ngành kiến trúc Khmer cổ truyền. Tượng đài có hình dạng stupa (phù đồ) mô phỏng theo Angkor Wat và một số các di tích lịch sử khác của Campuchia. Kết quả là một ngọn tháp bề thế nhưng thon cao, trên chỏm là phần mái thu gọn dần tựa búp hóa sen, tiêu biểu cho kiến trúc phổ biến của nước Chùa Tháp. Kiến trúc sư Vann Molyvann chịu ảnh hưởng nặng phong cách hiện đại nên hình thể của đài kỷ niệm cũng mang ít nhiều dấu ấn đó.
Màu sắc của đài độc lập sử dụng màu tím là chính. Phía dưới Đài Độc lập là bồn phun nước, thắp ánh đèn sáng rực rỡ đủ màu vào ban đêm. Nhiều người dân địa phương cũng như du khách từ xa đến thường tới đây xem như là cách giải trí nhẹ nhàng.

## Vị trí
Đài kỷ niệm Độc lập nằm tại quảng trường lớn, ở giao lộ hai con đường Norodom và Sihanouk giữa thủ đô. Khách tới xem không phải trả tiền, tuy nhiên khi đài kỷ niệm Độc lập được dùng làm lễ đài cho trọng lễ thì du khách sẽ bị cấm không vào được.

## Vai trò
Trong những đại lễ quốc gia, đặc biệt là quốc khánh và ngày kỷ niệm ban hành hiến pháp Campuchia - đây là tâm điểm của các sinh hoạt lễ nghi. Vua Campuchia vào những ngày đại lễ sẽ ngự giá đến đây đọc diễn văn và tiến hành các nghi lễ quan trọng khác.
Đài độc lập còn được sử dụng như đài tưởng niệm những tử sĩ và thường dân Campuchia đã chết trong chiến cuộc. Đây là một công trình kiến trúc đẹp của thành phố Phnom Penh. Du khách có thể đi một vòng mà vẫn thấy vẻ đẹp của ngọn tháp này mọi phía.